# Royaume de Valaquie
Le Royaume de Valaquie (en tchèque : Valašské Kralovství), nommé d'après la région de Valaquie morave, est une micronation fondée en 1997 par le photographe Tomáš Harabiš comme une "blague pratique élaborée" dans le nord-est de la République tchèque. Depuis sa fondation, 80 000 citoyens tchèques ont demandé un "passeport valaque".

## Histoire
Après la proclamation officielle du royaume de Valachie en 1997, l'acteur Bolek Polívka est intronisé comme le roi Boleslav Ier le gracieux par un couronnement lors d'une cérémonie en 2000. Le "gouvernement", installé à Valašské Klobouky, dirigé par Tomáš Harabiš, établit des institutions étatiques et délivre des passeports. Une monnaie, le Jurovalsar, est frappé avec l'équivalence de l'euro. Malgré des tentatives pour nouer des liens diplomatiques, aucun pays ne reconnaît la Valaquie officiellement.

### Crise constitutionnelle de 2001
En 2001, le gouvernement valaque dépose le roi Boleslav dans un coup d'État en l'accusant d'un comportement anticonstitutionnel, exigeant un million de couronnes tchèques. Le roi déchu parcourt le royaume pour avoir du soutien, affirmant avoir créé le royaume avant le gouvernement de Tomáš Harabiš et qu'il est monté sur le trône en 1993. Aucune conciliation n'ayant abouti, l'affaire finit au tribunal d'Ostrava en 2007. La justice se prononce en faveur du "gouvernement" qui avait un nouveau prétendant pour le trône, Vladimír Zháněl, intronisé en 2001 sous le nom de Vladimír II. Bolek Polívka a fait appel devant la Haute Cour tchèque.